# 金鸿钧
金鸿钧（1937年9月—），满族，爱新觉罗氏，北京人，中国工笔花鸟画家。中央文史研究馆馆员。他是清太祖努尔哈赤第十五子豫亲王多铎第十二世孙。